# Поройно (Тырговиштская область)
Поройно (болг. Поройно) — село в Болгарии. Находится в Тырговиштской области, входит в общину Антоново. Население составляет 11 человек (2022).

## Политическая ситуация
Кмет (мэр) общины Антоново — Танер Мехмед Али Движение за права и свободы (ДПС)) по результатам выборов в правление общины.